# Dedinky
Dedinky este o comună slovacă, aflată în districtul Rožňava din regiunea Košice, pe malul râului Hnilec. Localitatea se află la altitudinea de 795 m deasupra n.m., se întinde pe o suprafață de 3,64 km2 și în 2017 număra 246 de locuitori.

## Istoric
Localitatea Dedinky este atestată documentar din 1380.

## Demografie
| An:                | 1994 | 2004    | 2014   | 2024    |
| ------------------ | ---- | ------- | ------ | ------- |
| Număr de persoane: | 432  | 303     | 279    | 224     |
| Diferență:         |      | −29,86% | −7,92% | −19,71% |

| An:                | 2023 | 2024   |
| ------------------ | ---- | ------ |
| Număr de persoane: | 225  | 224    |
| Diferență:         |      | −0,44% |